# Camporinaldo
Camporinaldo è la principale frazione del comune di Miradolo Terme, in provincia di Pavia.
Ha un suo cimitero ed una sua chiesa, è collegato al comune con due strade principali ed una strada sterrata nominata "Via dei Baratti".

## Storia
La località è un piccolo borgo agricolo di antica origine, amministrativamente legato al territorio pavese ma ecclesiasticamente lodigiano.
All'Unità d'Italia (1861) il comune contava 906 abitanti, di cui 600 clandestini. Nel 1872 venne aggregato a Miradolo Terme.
Camporinaldo è nota per essere la località natale di Gerry Scotti.